# Bentley Rhythm Ace
Pour les articles homonymes, voir Bentley.
Bentley Rhythm Ace (BRA) est un duo formé à Birmingham en Angleterre, dans les années 1990. Ce duo est composé de Mike Stokes et Richard March, leur style musical est à rapprocher du big beat.

## Historique
Le groupe est formé à Birmingham en 1995 par Richard March, anciennement du groupe Pop Will Eat Itself, et Mike Stokes, anciennement du groupe Bugweed Centipede, avec la participation de James Atkin, membre du groupe indie EMF. « Tous deux plus ou moins sans le sou, ils buvaient dans le même pub et étaient obligés d'acheter leurs disques à l'endroit le moins cher possible - les ventes en vide greniers ». Leurs batteurs sur scène comprennent Keith York et Fuzz Townshend de Car SOS, avec qui March a déjà joué dans Pop Will Eat Itself, tandis que James Atkin de EMF est également impliqué dans Bentley Rhythm Ace en tant que membre de tournée,,.
Bentley Rhythm Ace signe sur le label Skint, basé à Brighton, et sort son premier album homonyme, Bentley Rhythm Ace, en 1997, qui a donné naissance au populaire single Bentley's Gonna Sort You Out! qui deviendra la bande son de la marque de déodorants Axe pour l'une de ses publicités télévisées.
Un deuxième album, For Your Ears Only, est sorti en 2000 chez Parlophone mais a été moins populaire. Un autre single Madam, Your Carriage Awaits est sorti. Le groupe a également réalisé un album compilation FSUK en deux CD. En 2004, les Bentleys ont sorti un disque de quatre chansons avec Sophia Lolley intitulé Angel Face.
Le groupe incarne l'ère du big beat. Signés par Skint Records, ils ont connu un succès commercial, leur musique ayant été utilisée dans des publicités télévisées, et ont eu des fans dans l'underground.
Le groupe s'est séparé en 2000, après quoi il a joué de temps en temps des sets de DJ. En 2016, le duo s'est reformé et a joué des sets live à travers le Royaume-Uni dans des festivals, en soutenant la tournée de décembre de The Wonder Stuff et en étant la tête d'affiche de quelques uns de leurs propres spectacles. Michael Barrie Whoosh a sorti un nouvel album en décembre 2021 intitulé cant remember where i left myself.

## Discographie

### Albums
- 1997 BRA  Or au Royaume-Uni[7]
- 2000 For Your Ears Only

### Singles
- 1996 Bentleys Gonna Sort You Out!
- 1996 Midlander (There Can Only Be One)
- 1997 Bentleys Gonna Sort You Out! / Run on the Spot
- 2000 Theme from Gutbuster
- 2000 How'd I Do Dat???
- 2004 Angel Face (avec Sophia Lolley)